# Stowarzyszenie na rzecz Przetrwania Żółwi

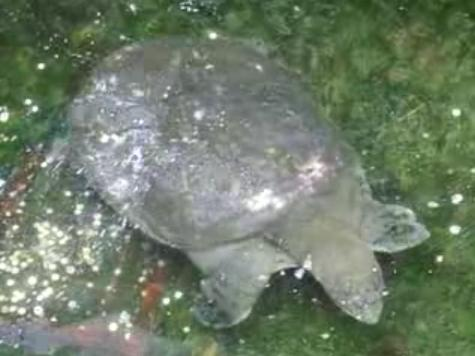
Żółwiak szanghajski, prawdopodobnie najbardziej zagrożony wyginięciem gatunek żółwia, umieszczony na krótkiej liście TSA.

Stowarzyszenie na rzecz Przetrwania Żółwi (The Turtle Survival Alliance – TSA) – stowarzyszenie powołane w 2001 roku z inicjatywy IUCN/SSC Tortoise and Freshwater Turtle Specialist Group w celu monitorowania populacji żółwi. Stowarzyszenie tworzą trzy oddziały: TSA-USA, TSA-Europe i TSA-Austral-Asia. W 2003 TSA opublikowało listę 25 gatunków żółwi uznawanych za najbardziej narażone na wyginięcie (tzw. krótka lista TSA).